# 検田
検田（けんでん）とは、農耕地の面積や耕作者・土質などを調査すること。古代においては校田と同義であったが、中世になると検注と同義となる。

## 概要
校田は大化の改新直後から行われ、班田制の施行とともに班田の前に校田が行われ、校田帳が作成された。検田の語も早い時期から行われていたと考えられているが、現存最古の記録は天平9年（737年）作成の豊後国正税帳にある「壱度検田不熟」の文言とされている。
後に荘園における同様の調査のことを「検田」と呼ばれるようになり、その結果は検田帳にまとめられる。平安時代後期に入ると、荘園認定の際に国衙や荘園領主が行った「検注」の語が校田・検田に代わって広く行われるようになり、検田帳も検注帳と呼ばれるようになった。